# الهجوم على نوفا كاخوفكا
الهجوم على نوفا كاخوفكا في 11 يوليو 2022 شنت القوات الأوكرانية هجومًا صاروخيًا على مدينة نوفا كاخوفكا التي تحتلها روسيا خلال الغزو الروسي لأوكرانيا عام 2022. قالت روسيا إن أوكرانيا استخدمت صواريخ إم 142 هيمارس في العملية، بعد أن حصلت عليها مؤخرًا من الولايات المتحدة.

## الأحداث
أصيبت الأهداف في المدينة بانفجارات كبيرة أدت إلى تدمير مستودع ذخيرة. أظهرت مقاطع الفيديو «كرة نارية هائلة» تتصاعد من الهدف.
زعمت أوكرانيا أن 52 جنديًا روسيًا قتلوا، وأن 12 ضابطًا ماتوا بمن فيهم اللواء فيلق الجيش الثاني والعشرون أرتيم ناسبولين. وقالت القيادة العسكرية الجنوبية للقوات المسلحة الأوكرانية إنه «بناءً على نتائج وحداتنا الصاروخية والمدفعية فقد العدو 52 جنديًا ومدافع هاوتزر وقذيفة هاون وسبع عربات مصفحة وغيرها، بالإضافة إلى ذخيرة في نوفا كاخوفكا».
قال مسؤولون روس ووكالات أنباء رسمية إن سبعة أشخاص على الأقل قُتلوا وأصيب 60 بجروح بينهم مدنيون، وأن ممتلكات مدنية منتشرة بما في ذلك سوق وصيدلية وكنيسة ومستودعات ومنازل تضررت. قال مسؤول موال لروسيا في الإدارة العسكرية المدنية في منطقة كاخوفكا الحاكمة إن العديد من الأشخاص ما زالوا محاصرين تحت أنقاض المباني. لم يتم التحقق من هذه الادعاءات بشكل مستقل. قال المتحدث الأوكراني سيرهي خلان إن التقارير التي تفيد بأن الهجوم ألحق أضرارًا بالمستشفيات والمناطق السكنية كانت جزءًا من الدعاية الروسية وأن العديد من المدنيين في البلدة كانوا سعداء بفكرة اقتراب القوات الأوكرانية من المدينة.